# Trinacional Sangha
Trinacional Sangha é uma zona de florestas formada por vários parques nacionais, situada em Camarões, no Congo-Brazzaville e na República Centro-Africana.

## Localização

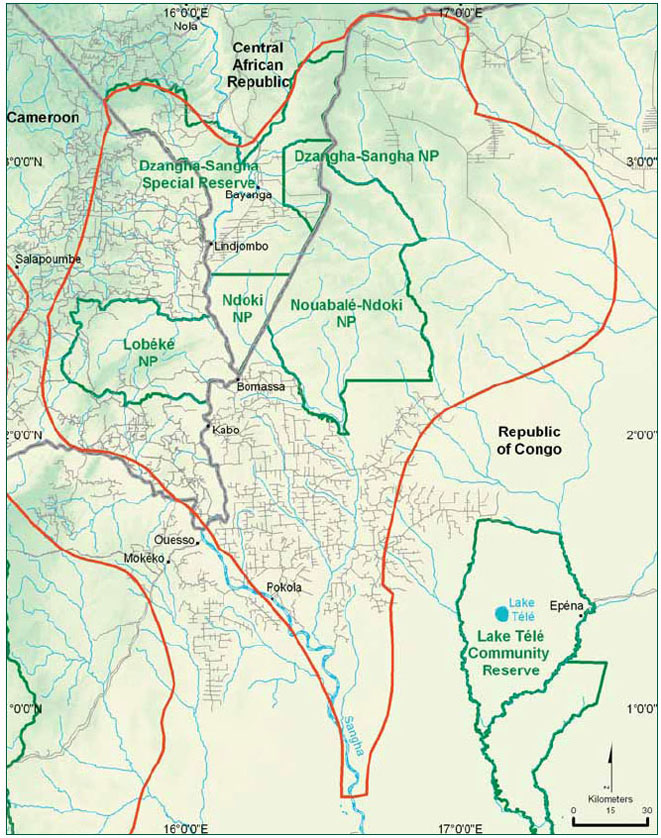
Trinacional Sangha

O Trinacional Sangha localiza-se na parte norte-ocidental do Rio Congo, na zona de confluência das fronteiras de Camarões, Congo-Brazzaville e República Centro-Africana. Formado por três parques nacionais contíguos que somam uma área total de 750.000 hectares
| Parque Nacional                   | País                      | Extensão (km²) |
| --------------------------------- | ------------------------- | -------------- |
| Parque nacional de Lobéké         | Camarões                  | 2178,54        |
| Parque nacional de Dzanga-Ndoki   | República Centro-Africana | 1143,26        |
| Parque nacional de Nouabalé-Ndoki | República do Congo        | 3921,61        |

## UNESCO
A UNESCO inscreveu a Trinacional Sangha como Patrimônio Mundial por "muito do local não ser atingido pela atividade humana e por abrigar uma grande área de ecossistemas florestais tropicais com uma fauna e flora ricas"